# NGC 1004
NGC 1004 è una vasta galassia ellittica situata nella costellazione della Balena, a una distanza di circa 300 milioni di anni luce dalla nostra Via Lattea.

## Scoperta
La galassia è stata scoperta il 1 dicembre 1880 dall'astronomo francese Édouard Stephan.

## Descrizione
NGC 1004 è una radiogalassia.

## Gruppo di NGC 1016
NGC 1004 fa parte del Gruppo di NGC 1016. Oltre a NGC 1004 e NGC 1016, questo gruppo comprende almeno otto galassie: NGC 1085, IC 232, IC 241, IC 1843, UGC 2018, UGC 2019, UGC 2024 e UGC 2051.
Nell'articolo di Mahtessian, le ultime quattro galassie sono indicate come 0230+0003 (per CGCG 0230.1+0003), 0230+0024 (per CGCG 0230.1+0024), 0230+0012 (per CGCG 0230.4+0012) e 0231+0108 (per CGCG 0231.5+0128).